# Ambrogio Lorenzetti
Ambrogio Lorenzetti (Siena, 1290 circa – Siena, 9 giugno 1348) è stato un pittore italiano.
Fu uno dei maestri della scuola senese del Trecento. Fratello minore di Pietro Lorenzetti, fu attivo dal 1319 al 1348 e si distinse soprattutto per la forte componente allegorica e complessa simbologia delle sue opere mature e per la profonda umanità dei soggetti rappresentati e dei loro rapporti.

## Biografia

### La prima tavola di Vico l'Abate

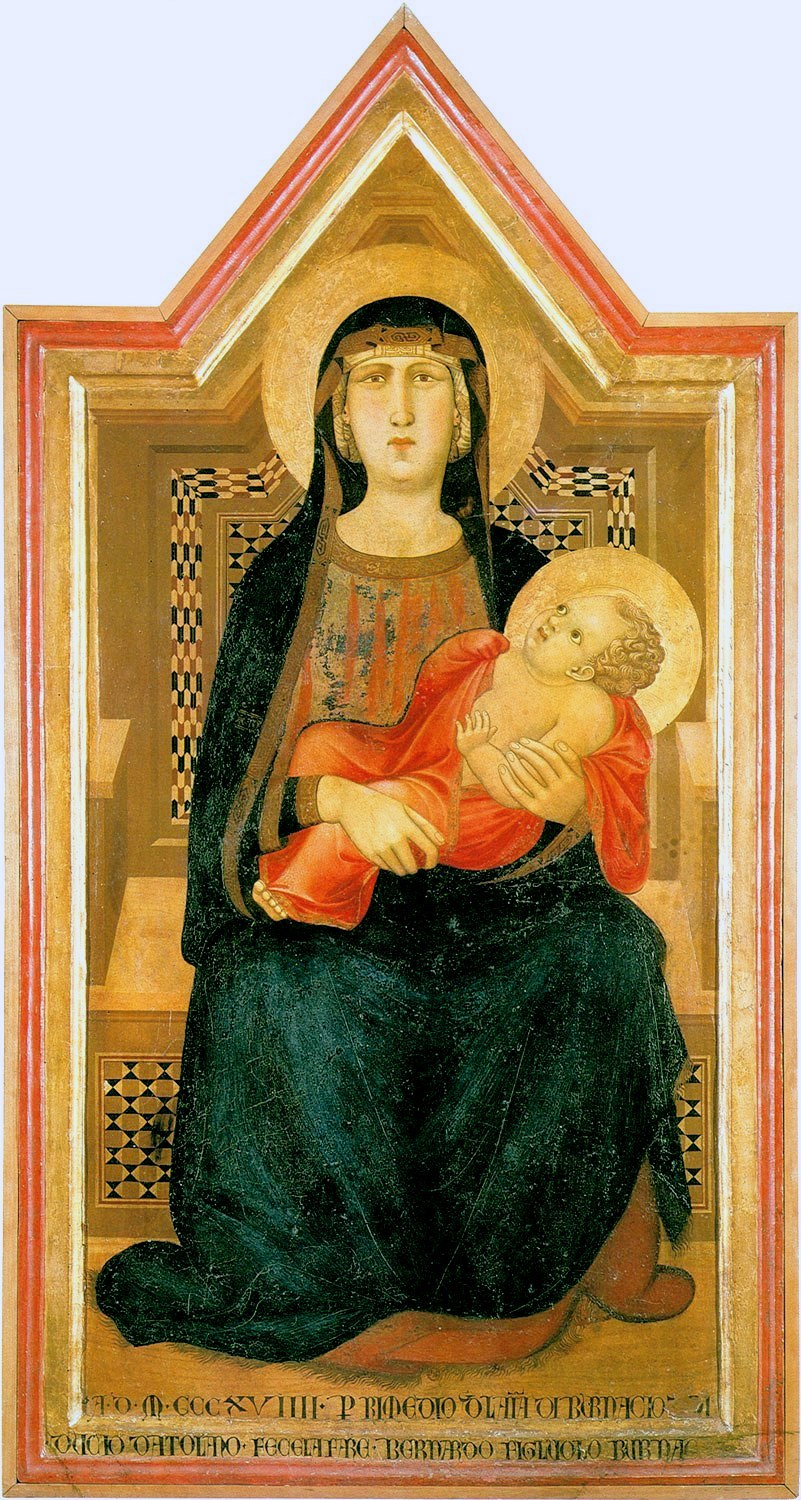
Madonna di Vico l'Abate dalla Chiesa di Sant'Angelo (Vico l'Abate) presso San Casciano Val di Pesa

La Madonna col Bambino proveniente dalla chiesa di Sant'Angelo di Vico l'Abate presso San Casciano in Val di Pesa ed esposto oggi nel Museo di San Casciano, è considerata la prima opera tra quelle attribuibili ad Ambrogio Lorenzetti. È datata dall'autore al 1319. La tavola è totalmente diversa dalle precedenti Maestà o Madonne col Bambino di Duccio di Buoninsegna, a tal punto da far pensare che a differenza del fratello Pietro Lorenzetti e di Simone Martini, Ambrogio non si sia formato nella bottega di Duccio. La presenza di quest'opera in un paese vicino a Firenze, e le successive testimonianze che vedrebbero Ambrogio a Firenze e dintorni almeno fino al 1332, fanno altresì ritenere che Ambrogio Lorenzetti, seppure senese, ebbe una formazione più vicina a quella fiorentina di Giotto e dello scultore Arnolfo di Cambio, come è evidente nella solidità delle figure. La distanza da Giotto e dai suoi seguaci rimane comunque notevole, ponendo l'autore distante anche dalla scuola pittorica fiorentina e contribuendo far emergere nell'arte di Ambrogio Lorenzetti tratti davvero originali sin dagli esordi.
In questa tavola le fisionomie di Maria e del Bambino sono poco dolci. Le figure sono di una presenza statuaria e possente, che echeggia anche le statue di Arnolfo di Cambio. La rappresentazione della Madonna è frontale, alla maniera bizantina e ricorda le opere della seconda metà del Duecento (qualche esperto ha addirittura avanzato l'ipotesi che il committente abbia chiesto esplicitamente all'autore di richiamarsi allo stile di quel tempo). Il manto della Madonna è reso con un colore compatto e con scarsa caratterizzazione a pieghe del panneggio. I volti hanno una caratterizzazione chiaroscurale non eccelsa e il trono è un semplice seggio di legno spigoloso che riporta decorazioni geometriche, ma un'architettura ridotta ai minimi termini. Questi erano probabilmente i limiti di un pittore giovane che tuttavia conoscerà successivamente un'evoluzione vertiginosa.
Piuttosto una cosa è straordinaria già in questa tavola giovanile e anticipa quello che sarà uno dei maggiori contributi di Ambrogio nella storia dell'arte, cioè il suo vivo naturalismo nella resa dei personaggi. Le mani di Maria reggono il Bambino piuttosto che attorniarlo. La mano destra è inclinata rispetto all'avambraccio a reggere la gamba destra di Gesù. Le dita di entrambe le mani non sono parallele, ma sono disposte in modo da reggere meglio l'infante. Soprattutto spicca l'indice della mano destra che ha un naturalismo funzionale al gesto mai visto prima. Il Bambino guarda la madre. I suoi polsi e lo scorcio del suo piede sinistro mostrano un bambino che si agita e scalcia come un vero infante.

### A metà tra Firenze e Siena

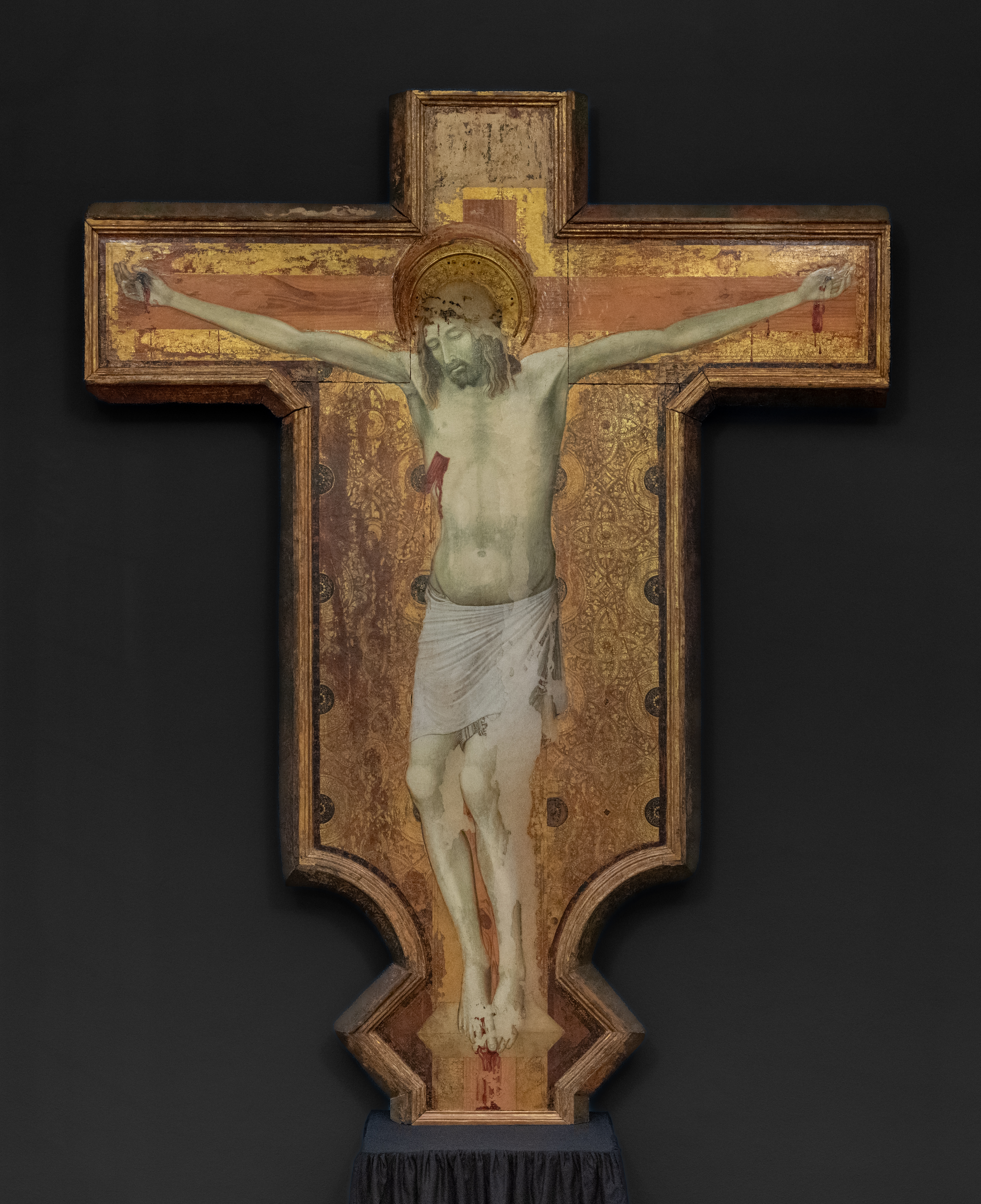
Crocifisso del Carmine di Siena, dalla Chiesa di san Niccolò del Carmine di Siena, Pinacoteca nazionale, Siena

Gli anni dal 1320 al 1332 rappresentano il periodo più nebuloso della vita artistica del pittore, in quanto le opere collocate in questo arco di tempo non presentano una datazione o documentazione precisa. Sembra comunque verosimile che il pittore si dividesse tra Firenze e Siena. Un documento dell'Archivio di Stato di Firenze, che si riferisce a un debito contratto dall'artista nei confronti di un certo Meo di Lapo ed al conseguente pignoramento di una guarnacca femminile presso Nudo di Vermiglio, è datato 1321. Un altro documento attesta che entro il 1328-1330 l'artista è iscritto all'Arte dei Medici e Speziali (che a quel tempo comprendeva anche i pittori) e Lorenzo Ghiberti cita alcuni suoi affreschi di un convento agostiniano fiorentino, dipinti probabilmente tra il 1327 e il 1332. Tuttavia nel 1324 il Lorenzetti vende una piccola proprietà fondiaria per acquistare una casa a Siena e ne paga le relative gabelle e un altro documento del 1331 attesta un pagamento per una commissione del Consiglio ad un giudice collaterale del podestà di Siena.
Alcuni studiosi attribuiscono a questi anni la Madonna della Pinacoteca di Brera, la Madonna Blumenthal del Metropolitan Museum di New York, la Madonna del Latte dall'eremo agostiniano di Lecceto ed esposta oggi nel Museo diocesano di Siena, il Crocifisso, della chiesa di santa Lucia a Montenero d'Orcia presso Castel del Piano e il Crocifisso proveniente dalla chiesa del Carmine di Siena ed esposto oggi nella Pinacoteca Nazionale della stessa città. Tuttavia il consenso sulla datazione è tutt'altro che unanime presso gli studiosi, lasciando profonde incertezze.
L'opera su cui esiste un maggior consenso riguarda il Crocifisso dal Carmine di Siena su cui due terzi degli studiosi concordano per una datazione tra il 1324 e il 1331, soprattutto perché agli stessi anni risale la Pala Del Carmine del fratello Pietro, con cui Ambrogio dipingeva sempre fianco a fianco entro i confini cittadini in questi anni. L'opera, dalle dimensioni ragguardevoli è caratterizzata dalla solida e robusta voluminosità tipica della scuola toscana, ma mostra una caratterizzazione del volto, della testa ed una decorazione tipici della maniera senese, preannunciando l'opera matura del pittore.

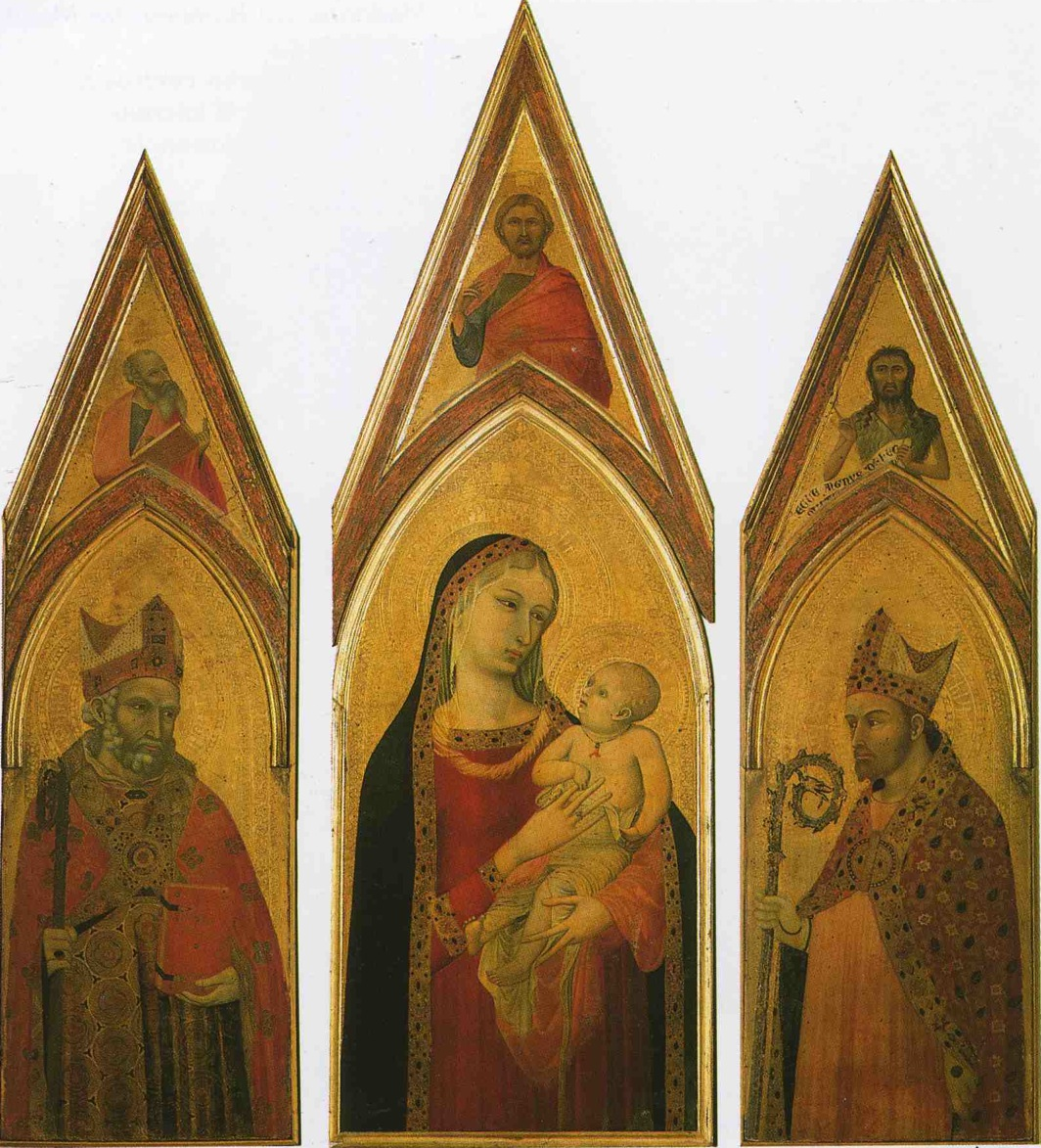
Trittico di San Procolo, dalla chiesa di san Procolo a Firenze (1332), Galleria degli Uffizi, Firenze

Certa è invece la datazione del 1332 del trittico proveniente dalla chiesa di San Procolo a Firenze, avendo molti testimoni letto, nel corso dei secoli, la firma dell'artista e la data da lui apposta (1332) che oggi sono andate perdute. Il trittico, recentemente ricomposto alla Galleria degli Uffizi di Firenze, riporta la Madonna col Bambino tra i santi Nicola (a sinistra) e Procolo (a destra). Sopra i tre pannelli le cuspidi riportano il Cristo Redentore (al centro) e i santi Giovanni Evangelista (a sinistra) e Giovanni Battista (a destra). Rispetto alla Madonna di Vico l'Abate del 1319 Ambrogio Lorenzetti aveva compiuto passi da gigante nella resa volumetrica dei personaggi, nell'ingentilimento delle figure, nell'uso delle modulazioni chiaroscurali, nella spiccata profilatura dei personaggi, nella ricca decorazione, adesso decisamente più vicini a quelli della scuola di Giotto. Le posture dei personaggi sono ancora rigide e questi sembrano come ingessati, contraddistinguendosi dalle figure di Giotto dei primi anni trenta (per esempio del contemporaneo Polittico di Bologna) o anche da quelle di Simone Martini o Lippo Memmi (per esempio della coeva tavola di Kansas City di Lippo Memmi).
Tuttavia è ancora l'umanità del rapporto tra Maria e il Bambino che contraddistingue l'opera. In questo dipinto Gesù Bambino guarda sua madre con gli occhi sgranati e la bocca semiaperta generando un'espressione tipica di un neonato. Maria ricambia lo sguardo ed offre al bambino un'espressione serena e rassicurante e le dita della mano destra per giocare. La mano sinistra di Maria ha invece la tipica disposizione “lorenzettiana” a dita divaricate, sottolineando l'energia della sua presa.
Sempre dalla chiesa di San Procolo di Firenze, e per questo datati intorno al 1332, provengono quattro tavolette raffiguranti Episodi della vita di San Nicola, oggi esposte agli Uffizi. Le tavolette mettono in luce una notevole vena narrativa dell'artista ed una sua abilità nella realizzazione di complesse architetture, evitando anche l'innaturale convenzione di sfondare le pareti per mostrare ciò che avviene nelle stanze. Per esempio, nella scena di San Nicola che resuscita il bambino strozzato dal demonio, il bambino protagonista è raffigurato quattro volte in altrettanti momenti successivi, che si svolgono nei due piani di un edificio: il pian terreno è aperto da un arcone, mentre il piano superiore è visibile tramite una loggia. In queste scene inoltre il fondo oro è ormai quasi abolito, con l'architettura che occupa quasi tutto lo sfondo.

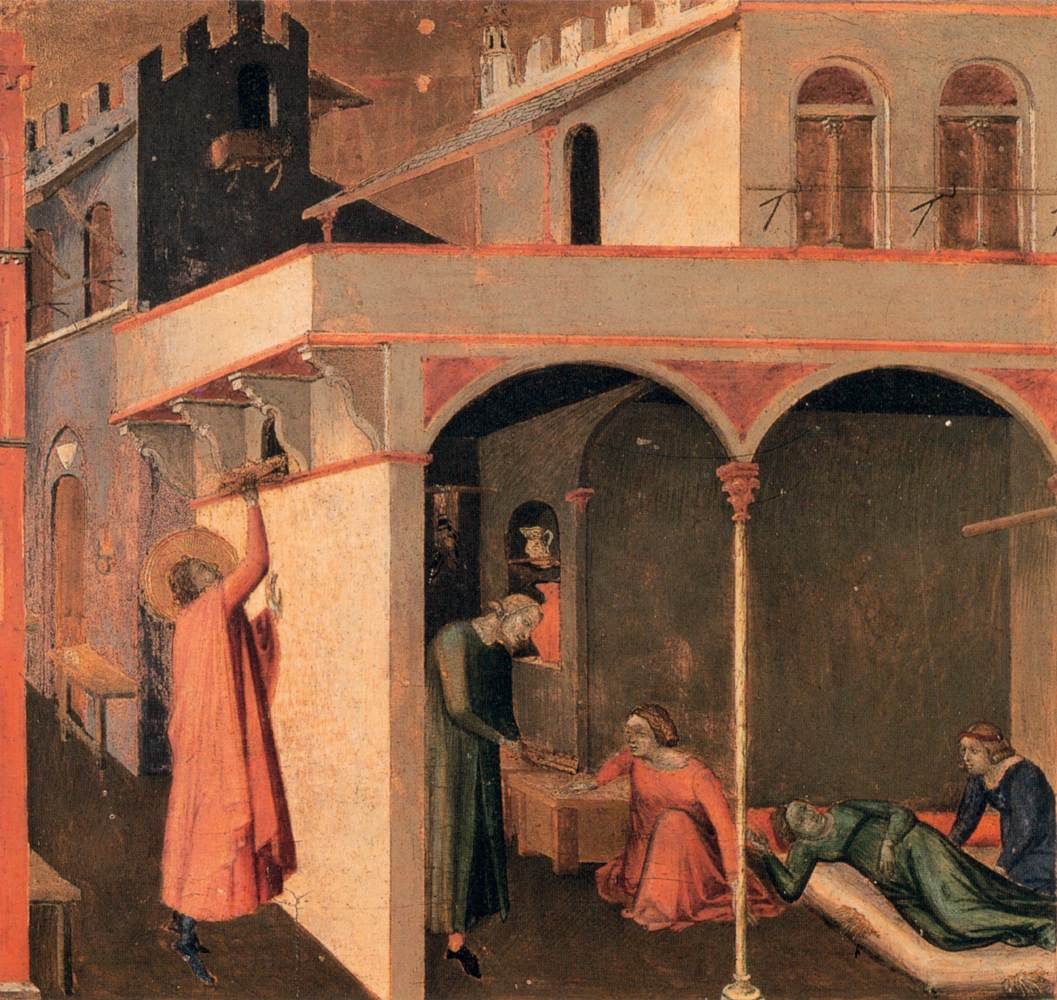
Opere di san Nicola (Dono alle tre prostitute), dalla chiesa di San Procolo di Firenze (circa 1332), Galleria degli Uffizi, Firenze
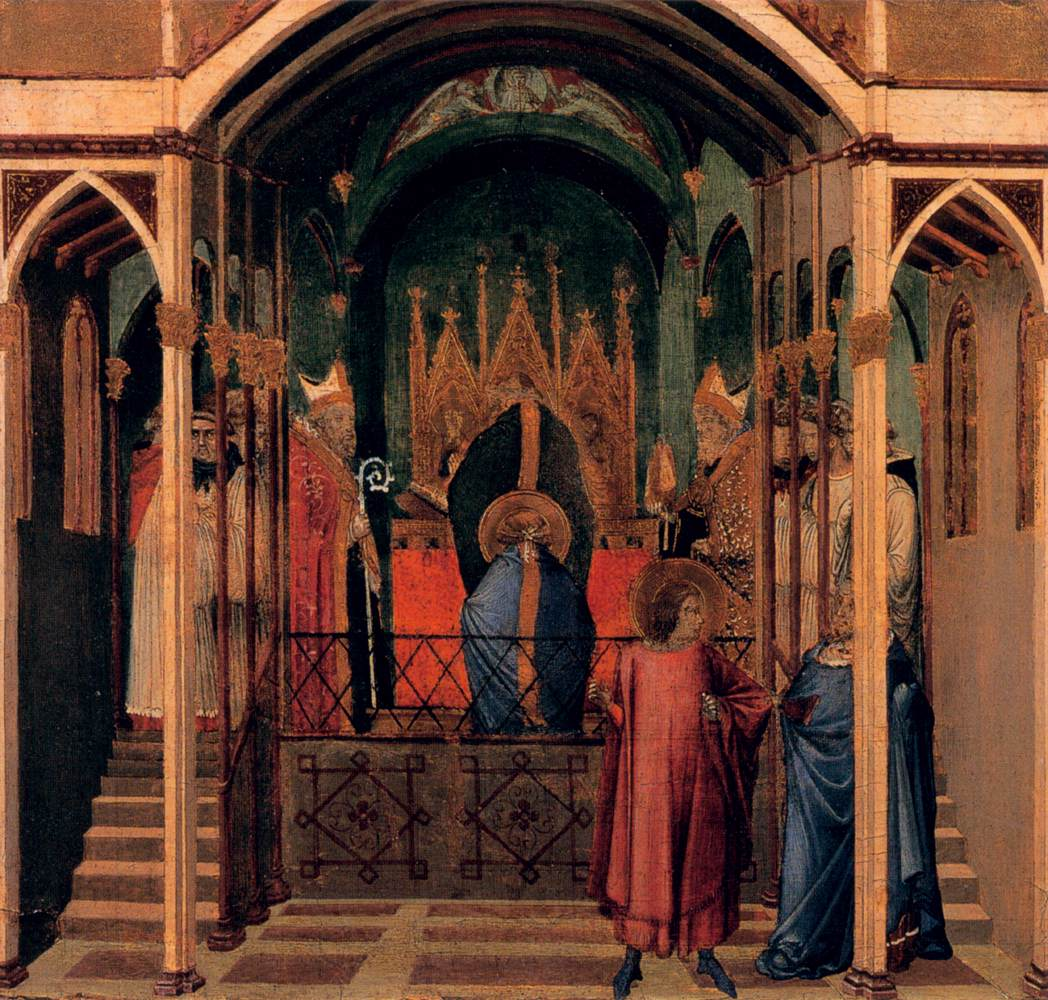
Opere di san Nicola (Elezione a vescovo), dalla chiesa di San Procolo di Firenze (circa 1332), Galleria degli Uffizi, Firenze
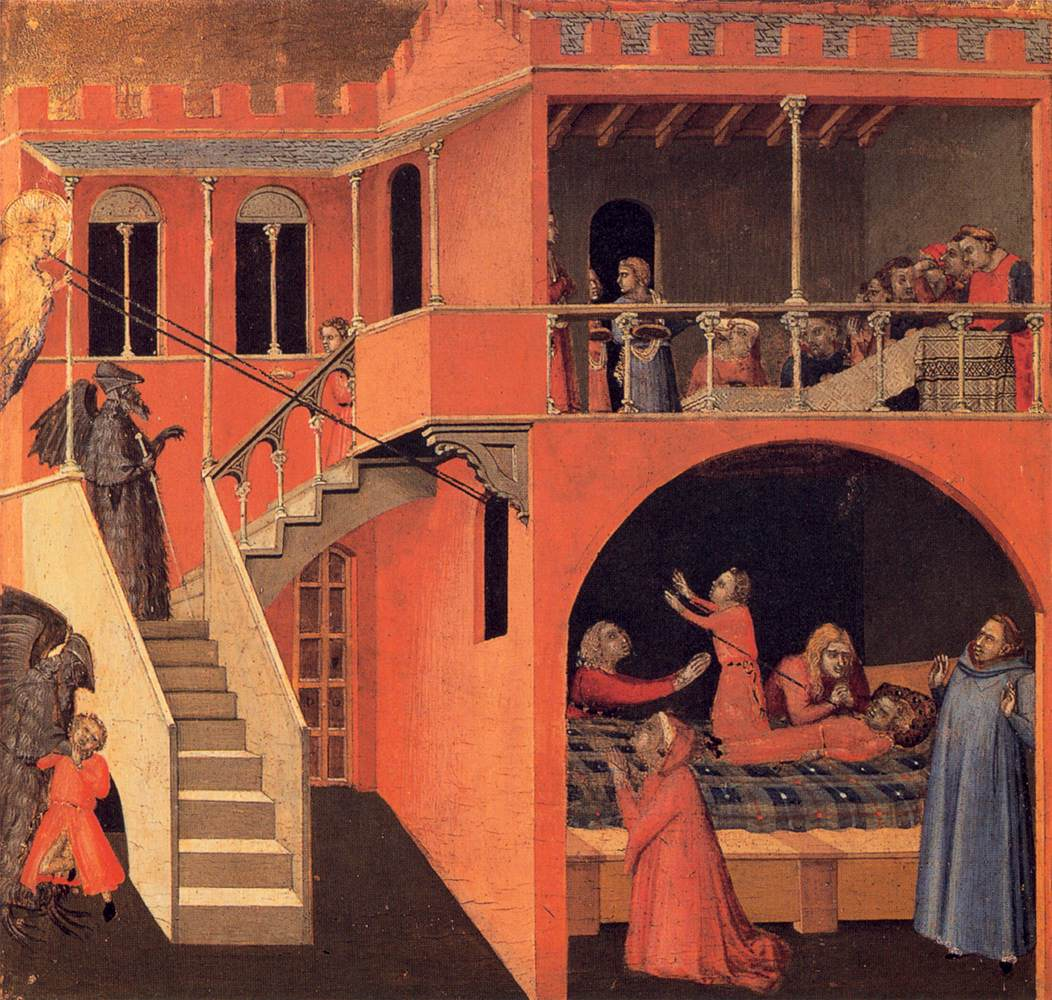
Opere di san Nicola (Miracolo del bambino risuscitato), dalla chiesa di San Procolo di Firenze (circa 1332), Galleria degli Uffizi, Firenze
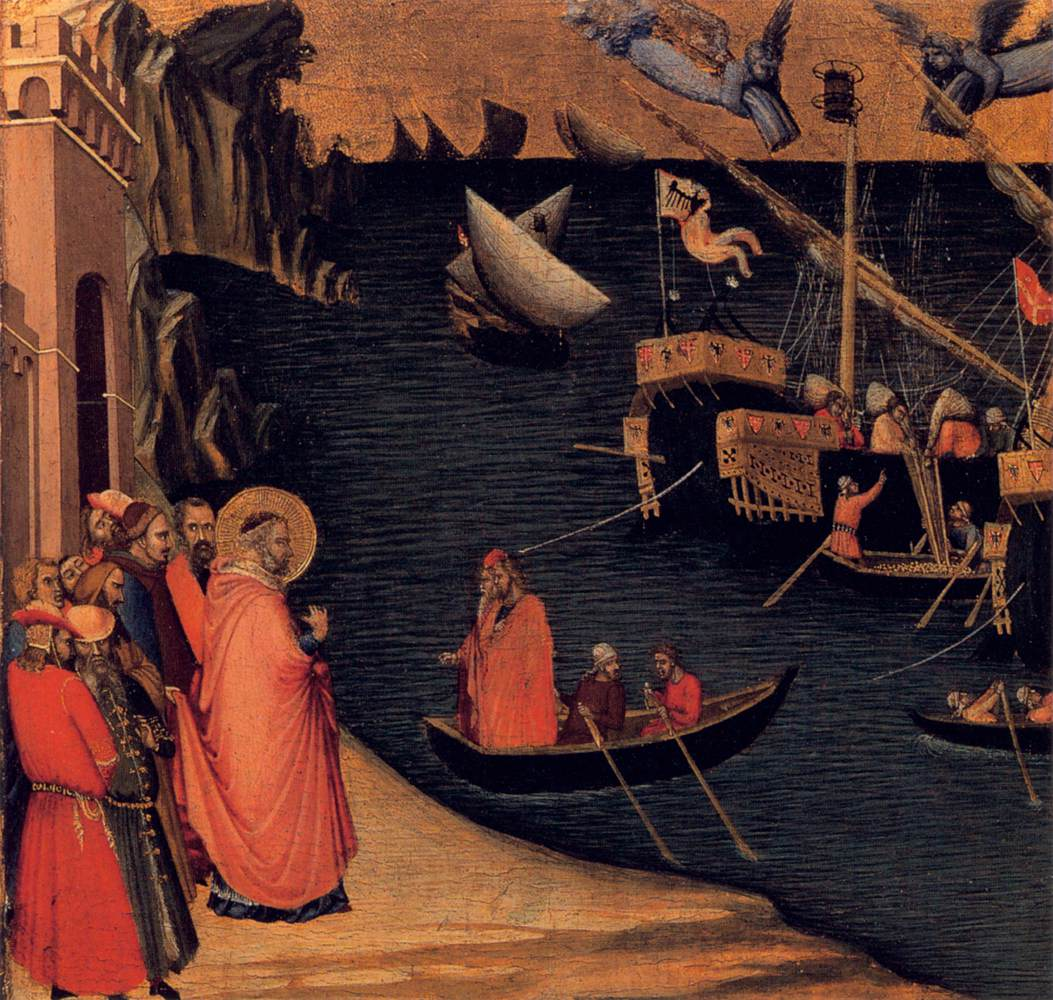
Opere di san Nicola (Miracolo della moltiplicazione del grano), dalla chiesa di San Procolo di Firenze (circa 1332), Galleria degli Uffizi, Firenze

### Rientro nel contado di Siena

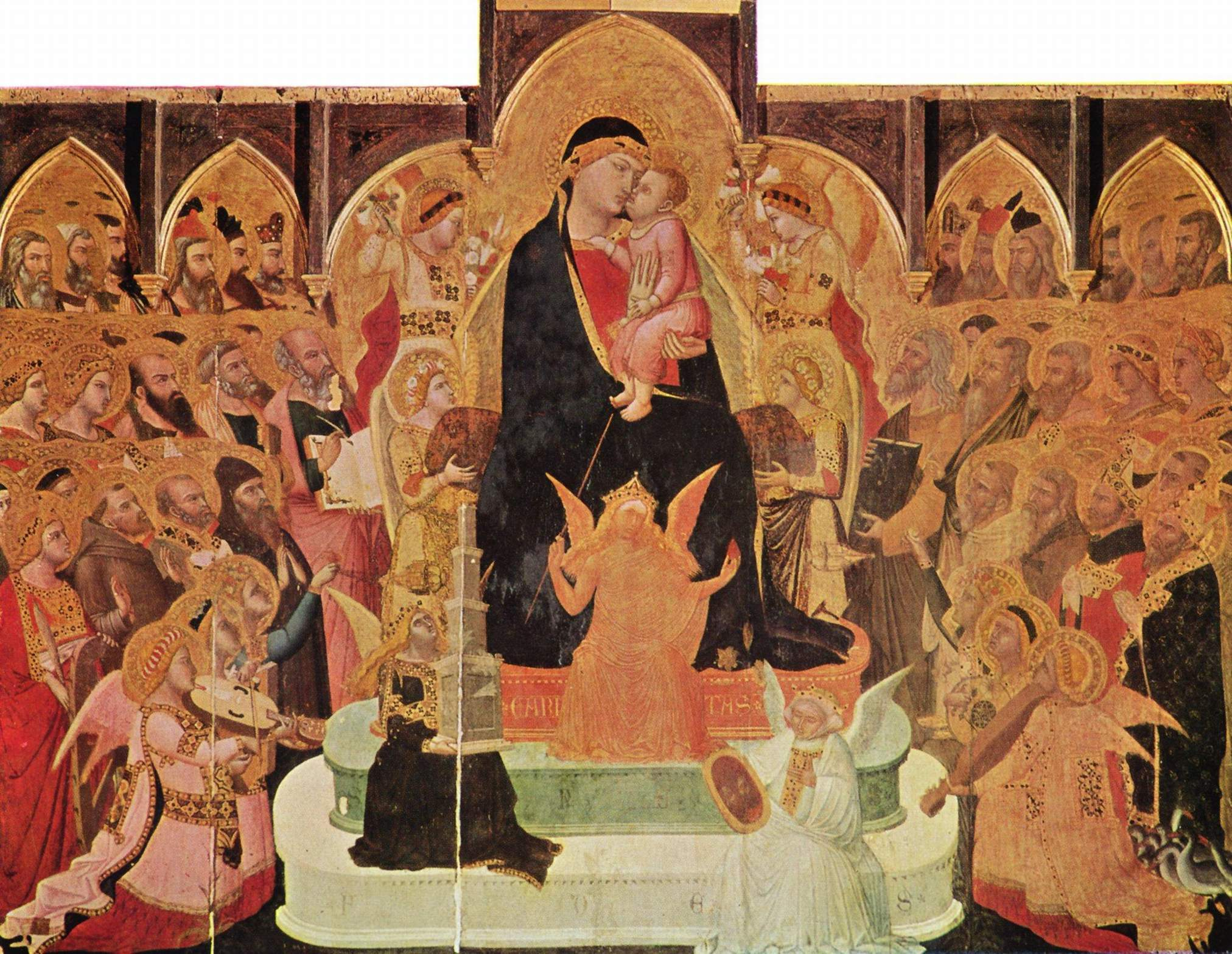
Maestà dalla chiesa di San Pietro all'Orto di Massa Marittima (1335 circa), Museo di arte sacra, Massa Marittima

Intorno al 1335 Ambrogio Lorenzetti rientra nel contado di Siena. L'Ugurgeri Azzolini narra nel 1649 di aver visto le firme di Ambrogio Lorenzetti e di suo fratello Pietro sugli affreschi allora deperiti dello Spedale di Santa Maria della Scala con tanto di data (1335). Tali affreschi oggi sono perduti. Anche Lorenzo Ghiberti parla di affreschi di Pietro e Ambrogio Lorenzetti nel chiostro e nella sala capitolare della chiesa di San Francesco a Siena, affreschi di cui oggi rimangono solo poche scene e che sono datati intorno al 1336. La co-presenza del fratello Pietro in questi cicli di affreschi senesi fanno pensare che Ambrogio Lorenzetti riuscì a ricevere commissioni nella sua città natale per intercessione del fratello, che sicuramente era più accreditato di lui in questi anni.
Ambrogio risulta negli stessi anni attivo come artista autonomo e indipendente soprattutto nel contado di Siena: dalla Badia dei Santi Giacomo e Cristoforo a Rofeno proviene una Pala con la Vergine e il Bambino, San Michele Arcangelo e santi che è oggi conservata presso il Museo di arte sacra di Asciano, opera datata al 1332-1337, probabilmente dopo il Trittico di San Procolo. Al 1332-1335 circa vengono attribuiti da quasi tutti gli studiosi i quattro santi di un polittico smembrato di provenienza ignota ed esposto oggi al Museo dell'Opera del Duomo di Siena. Al 1335 circa viene datato, non senza incertezze, anche il Crocifisso della chiesa di santa Lucia a Montenero d'Orcia presso Castel del Piano. Più unanime è la datazione al 1335 della splendida Maestà proveniente dalla chiesa agostiniana di San Pietro all'Orto di Massa Marittima (dominio senese al tempo) ed oggi esposto nel Museo di arte sacra della stessa città. Ambrogio ha lasciato anche una Maestà ed altri affreschi nella cappella dell'Eremo di Montesiepi, presso l'Abbazia di San Galgano, affreschi che sono databili al 1334-1336, come risulta da un documento che attesta il pittore a San Galgano nel 1334 e da un'iscrizione oggi perduta ma letta nel 1645 relativa all'anno 1336.
In queste opere si nota come le figure acquisiscono quella postura più sciolta ed equilibrata che caratterizzava in questi anni lo stile di Giotto e del suo allievo Taddeo Gaddi, nonché di Simone Martini e del cognato Lippo Memmi. Ma c'è di più. Le opere appaiono più articolate e sono caricate sovente di complesse allegorie. La splendida Maestà di Massa Marittima, ad esempio, è dominata da una moltitudine di figure. Ai lati dei gradini del trono sono presenti sei angeli (tre per parte) con strumenti musicali ed incensieri. Ai lati del trono stesso ci sono altri quattro angeli, due che reggono i cuscini del trono e altri due che lanciano fiori. Tutti gli altri personaggi in piedi sono uno stuolo di Profeti, Santi e Patriarchi. Tale sovraffollamento carica l'evento della nascita di Gesù Cristo di una portata epocale essendo tale evento assistito e testimoniato da tutti coloro che hanno fatto la storia della Chiesa. Ai piedi del trono sono presenti le personificazioni delle tre Virtù Teologali. Queste sono, dal gradino più basso a quello più alto, la Fede, la Speranza e la Carità, come indicato dalle iscrizioni sui gradini. La loro disposizione non è casuale. Secondo la definizione di Pietro Cantore la Fede costruisce le fondamenta dell'edificio ecclesiale, e infatti siede sul gradino che forma la base del trono. La Speranza eleva la Chiesa fino al Cielo, simboleggiata dalla pesante torre che regge, mentre la Carità concretizza l'atto della Chiesa e attraverso l'amore per Dio Padre dà amore anche al prossimo.
Ma anche in questo dipinto allegorico dal significato teologico così complesso Ambrogio Lorenzetti non rinuncia al rapporto umano e naturalistico tra Madre e Figlio con la consueta presa energica del figlio da parte di Maria, con un contatto guancia a guancia e uno scambio di sguardi ravvicinato tra le due figure.

### Rientro definitivo a Siena:Le Allegorie del Buono e Cattivo Governo e dei loro Effetti

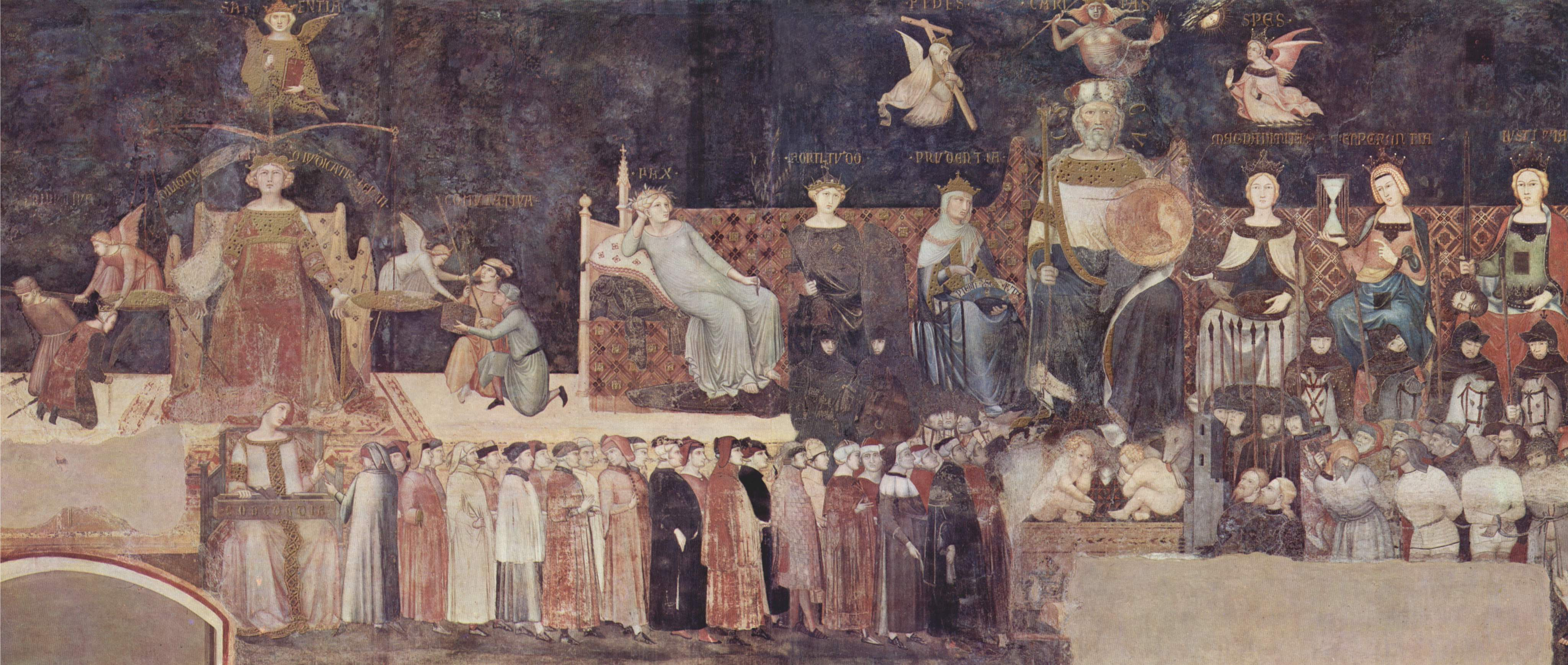
Allegoria del Buon Governo (1338-1339), Parete di fondo della Sala dei Nove, Palazzo Pubblico, Siena

Nel 1337 l'artista risulta già in pianta stabile a Siena a dipingere in maniera autonoma dal fratello Pietro Lorenzetti, complice anche la partenza per Avignone, avvenuta nel 1335-1336, dell'artista di riferimento della città fino ad allora, ovvero Simone Martini.
Al 1337-1338 risale la Maestà della Cappella Piccolomini del Convento di Sant'Agostino di Siena, anch'essa caratterizzata da un profondo significato allegorico. Nel 1338-1339 Ambrogio dipinse quello che ancora oggi è considerato il suo capolavoro tra le opere a noi pervenute: le Allegorie del Buono e Cattivo Governo e dei loro Effetti in Città e in Campagna, dispiegate su tre pareti per una lunghezza complessiva di circa 35 metri nella Sala dei Nove del Palazzo Pubblico di Siena. Sulla parete di fondo della sala si trova l'Allegoria del Buon Governo dove ogni aspetto del governo (quale la Giustizia, il Comune di Siena, i cittadini, le forze dell'ordine, etc.) e le virtù loro ispiratrici (sapienza divina, generosità, pace, virtù cardinali e virtù teologali, etc.) sono rappresentati da figure umane. Tutte queste figure interagiscono secondo un preciso ordine a rappresentare una scena assai complessa. Sulla parete di destra è presente l'Allegoria degli Effetti del Buon Governo in Città e Campagna, con una rappresentazione allegorica del lavoro produttivo entro la città di Siena e nella sua campagna. Infine, sulla parete sinistra è presente l'Allegoria del Cattivo Governo, con personificazioni degli aspetti del malgoverno e dei vizi e dei suoi effetti in città e campagna. Il ciclo di affreschi è da sempre studiato da critici ed appassionati non solo di storia dell'arte, ma anche di storia e del pensiero politico, di urbanistica e del costume. Di fatto fu uno dei primi messaggi di propaganda politica in un'opera medievale. Dal punto di vista dottrinale vi è un chiaro riferimento al pensiero di san Tommaso d'Aquino. "L'assunto dottrinale è chiaramente tomistico: non solo perché riflette la gerarchia dei princìpi e dei fatti, delle cause e degli effetti, ma perché pone come motivi fondamentali dell'ordine politico l'"autorità" (nelle allegorie) e la "socialità" (negli effetti), specialmente insistendo sul concetto aristotelico (di Aristotele) della "naturalità" della socievolezza umana.

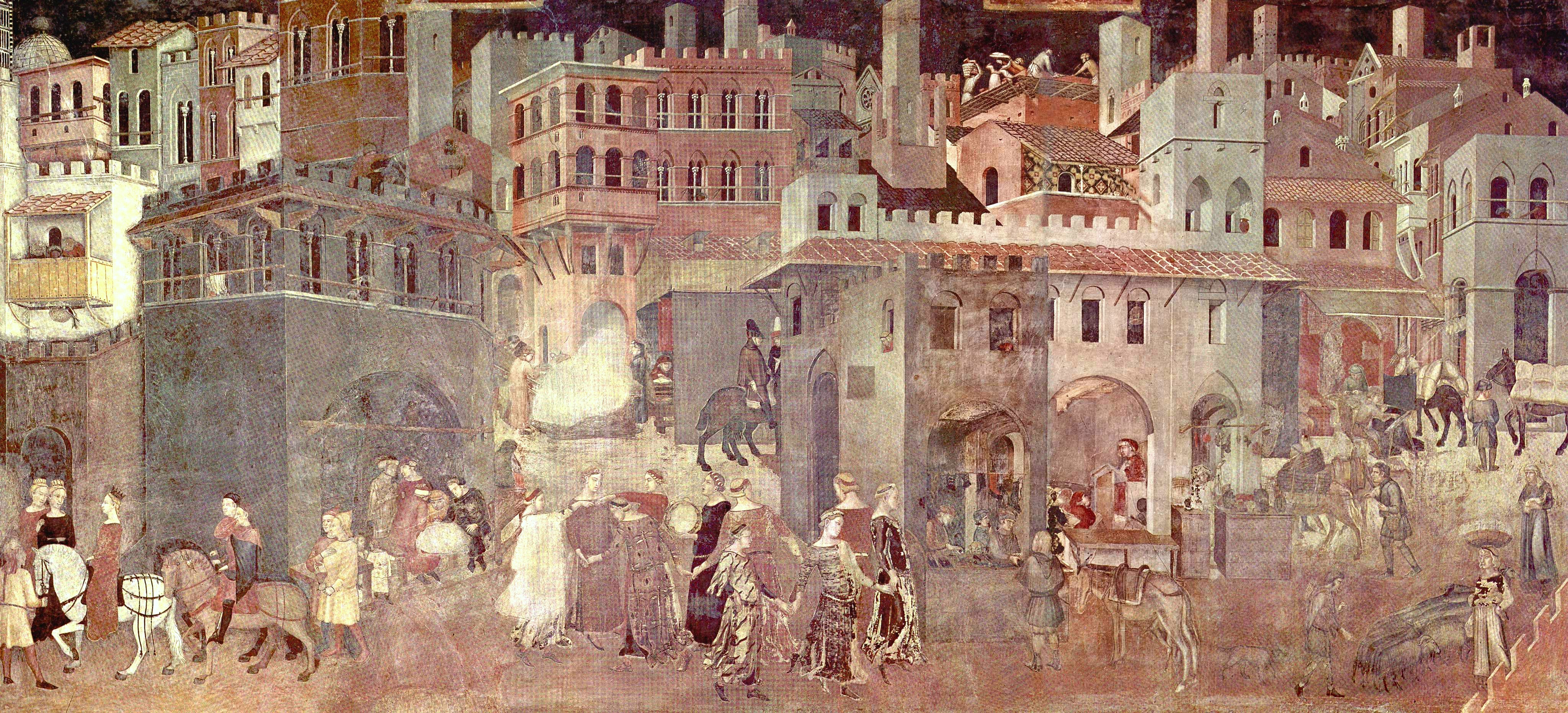
Allegoria degli Effetti del Buon Governo in Città (1338-1339), Parete di destra della Sala dei Nove, Palazzo Pubblico, Siena
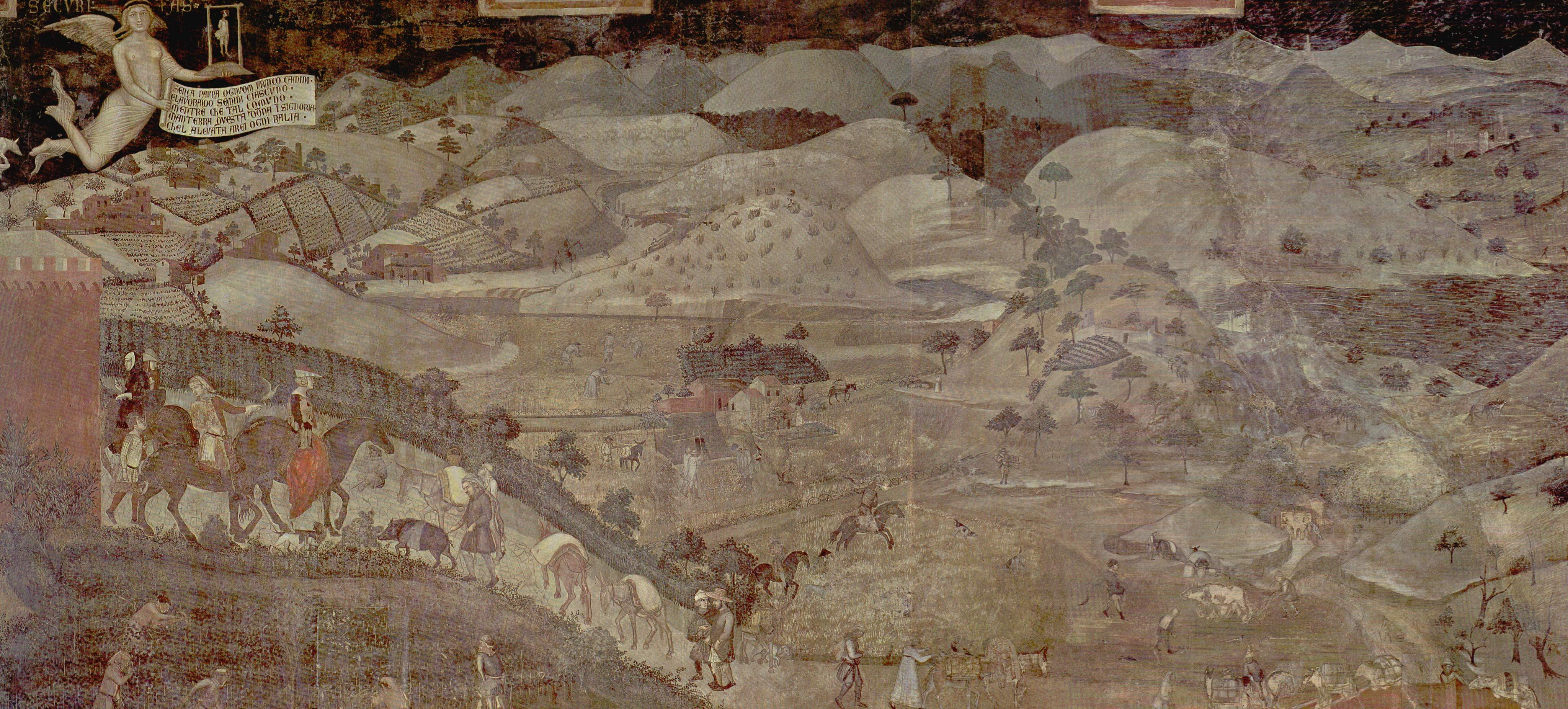
Allegoria degli Effetti del Buon Governo in Campagna (1338-1339), Parete di destra della Sala dei Nove, Palazzo Pubblico, Siena
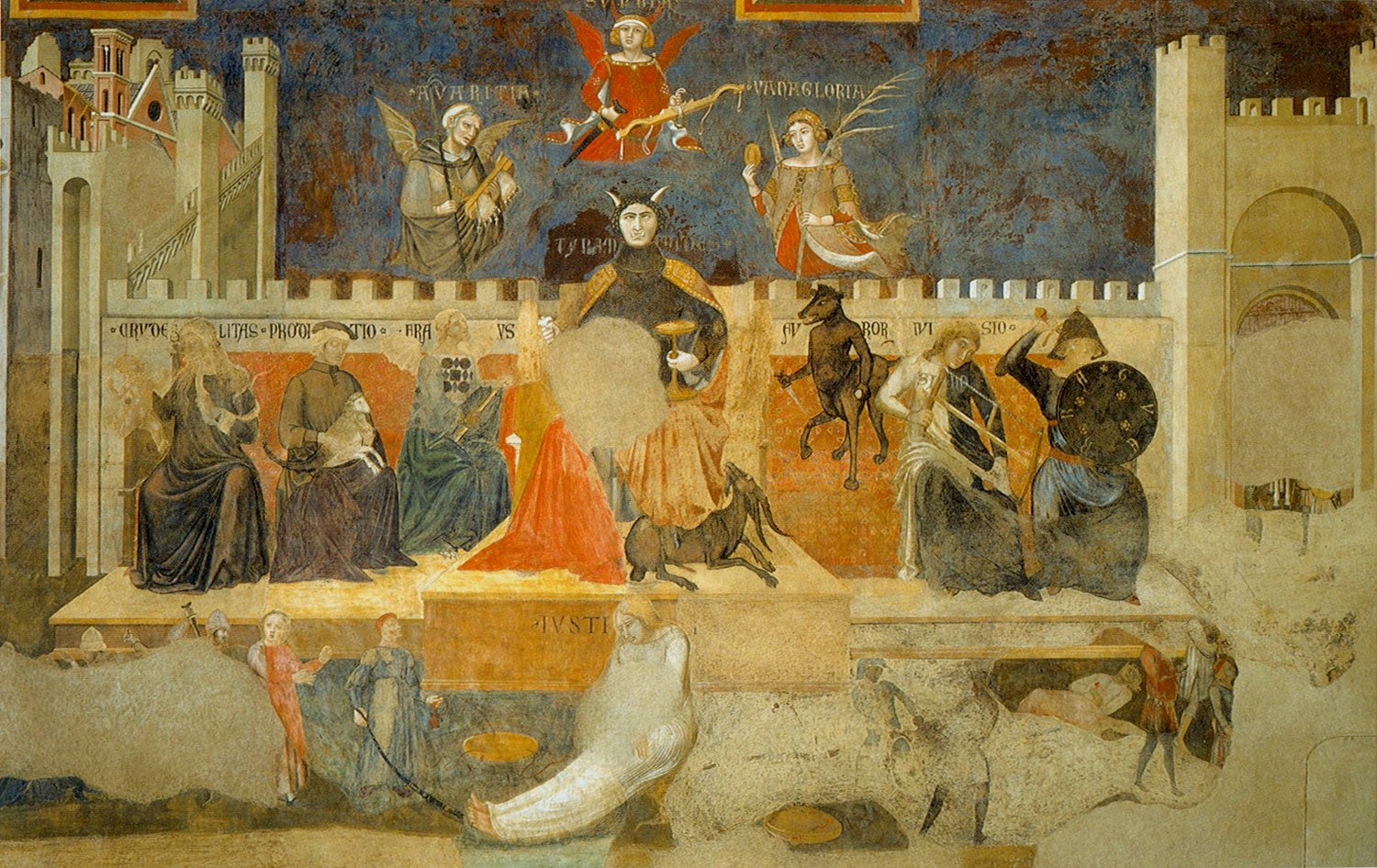
Allegoria del Cattivo Governo (1338-1339), Parete di sinistra della Sala dei Nove, Palazzo Pubblico, Siena
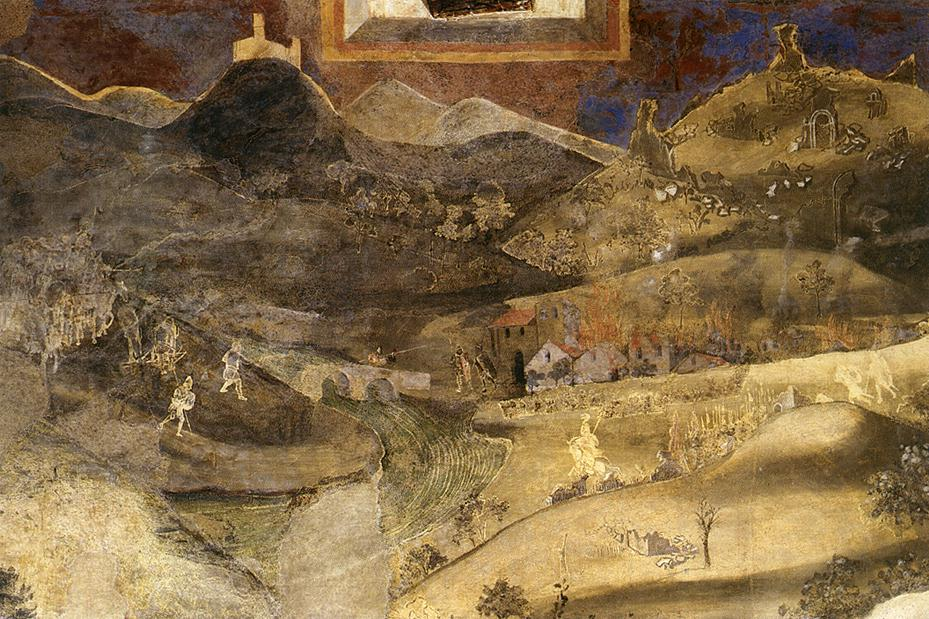
Allegoria degli Effetti del Cattivo Governo in Campagna (1338-1339), Parete di sinistra della Sala dei Nove, Palazzo Pubblico, Siena

### Le altre opere a Siena

Presentazione al Tempio dal Duomo di Siena (1342), Galleria degli Uffizi, Firenze

Del periodo senese non sono documentati solo questi affreschi. Oltre a quelli già citati fino ad ora sono molte le opere realizzate entro le mura della città dopo il 1337. Tra esse si distinguono un polittico proveniente dalla ex-chiesa distrutta del Convento di Santa Petronilla di Siena ed oggi esposto nella Pinacoteca Nazionale della stessa città (circa 1340), la Presentazione di Gesù al Tempio, realizzata per l'altare di San Crescenzio del Duomo di Siena ed oggi esposto alla Galleria degli Uffizi di Firenze (firmato e datato 1342) e un'Annunciazione proveniente dalla Sala del Concistoro del Palazzo Pubblico ed oggi ospitato dalla Pinacoteca Nazionale di Siena (firmato e datato 1344).
Molte di queste opere sono caratterizzate da una complessa ed affascinante simbologia, laddove non è riscontrabile un più complesso significato allegorico, mostrando lo spessore intellettuale, oltre che di grande artista, di Ambrogio Lorenzetti. Un'altra caratteristica che colpisce è il risalto dell'aspetto umano delle rappresentazioni, come nell'Annunciazione della Pinacoteca Nazionale di Siena del 1344 dove viene rappresentata la parte finale dell'Annunciazione: la spiegazione dell'Angelo su come il concepimento è possibile e l'accettazione di Maria (piuttosto che l'apparizione ed annuncio dell'Angelo come si usava fare). Il Lorenzetti di questi anni mostra anche di avere acquisito appieno la capacità di dipingere personaggi volumetrici ed equilibrati nelle loro posture, di usare in maniera ottimale i chiaroscuri per la resa di volti e vesti, e di realizzare articolate prospettive, come è evidente dalla tavola della Presentazione di Gesù al Tempio del 1342, oggi agli Uffizi di Firenze.
La provenienza senese di tutti questi dipinti mostrano la reputazione che Ambrogio Lorenzetti aveva guadagnato presso il governo e i conventi senesi, ormai al di sopra di quella del fratello Pietro (vedi sotto per una lista completa delle opere senesi).
In questi anni Ambrogio Lorenzetti dipinse anche nei dintorni di Siena, come è testimoniato dal polittico ricomposto della Pieve dei Santi Pietro e Paolo a Roccalbegna e dalla tavola con la Madonna e il Bambino proveniente dalla Pieve di San Lorenzo alle Serre di Rapolano ed oggi esposta nella Pinacoteca Nazionale di Siena.

### La morte nel 1348
Come il fratello Pietro, anche Ambrogio Lorenzetti morì nel 1348 per la terribile ondata di pestilenza che decimò le popolazioni dell'Europa occidentale. Rimane infatti un testamento, scritto dall'artista il 9 giugno 1348, in cui Ambrogio dispone, in maniera convulsa e in lingua volgare (in genere si usavano convenzionali formule in lingua latina per i documenti notarili), che tutti i suoi averi andassero in eredità alla Compagnia della Vergine Maria, temendo la morte imminente di sé stesso, della moglie e delle sue tre figlie. Nel 1348 e nel 1349 alcuni beni di Ambrogio Lorenzetti risultano effettivamente venduti dalla Compagnia, potendosi concludere che la peste abbia davvero decimato la sua famiglia.

## La scuola
A differenza di Duccio di Buoninsegna e Giotto, che ebbero molti seguaci espressisi per ben tre generazioni, Ambrogio Lorenzetti non conta molti allievi che seguirono in maniera fedele il suo stile. L'unico vero allievo è il cosiddetto Maestro del 1346, la cui attività si svolse soprattutto nei pressi di Montalcino, in provincia di Siena, e risale agli anni trenta e quaranta del XIV secolo, i due decenni a cui sono fatte risalire le uniche due opere attribuitegli. L'arte di Ambrogio Lorenzetti ebbe comunque molti echi, ben oltre la Peste Nera del 1348, fino a dentro il Rinascimento. Di fatto le sue complesse allegorie, la profonda umanità e il complesso significato religioso che emergono dalla sua produzione furono fonte di ispirazione per molti artisti della seconda metà del XIV secolo e dei secoli successivi.

## Lista delle opere
- Madonna col Bambino, 1319[4], tempera e oro su tavola, proveniente dalla Chiesa di Sant'Angelo a Vico l'Abate presso san Casciano, Museo di San Casciano.
- Madonna col Bambino, 1320-1330 circa[2], tempera e oro su tavola, provenienza ignota, Pinacoteca di Brera, Milano
- Crocifisso della Chiesa del Carmine, data imprecisata (probabile 1324-1331)[2], tempera e oro su tavola, dalla chiesa del Carmine di Siena, Pinacoteca Nazionale, Siena
- Trittico di San Procolo, 1332[4], tempera e oro su tavola, dalla chiesa di San Procolo di Firenze, Galleria degli Uffizi, Firenze
- Quattro tavole con storie di san Nicola di Bari, circa 1332[2], tempera e oro su tavola, dalla chiesa di San Procolo di Firenze, Galleria degli Uffizi, Firenze
- Pala con la Vergine e il Bambino, San Michele Arcangelo e i santi Bartolomeo e Benedetto, circa 1332-1337[2], tempera e oro su tavola, dalla Badia dei Santi Giacomo e Cristoforo a Rofeno, Museo di Arte Sacra, Asciano
- Madonna col Bambino, 1330-1335[2], tempera e oro su tavola, provenienza ignota, Musée du Louvre, Parigi
- Quattro pannelli di un polittico smembrato con i Santi Benedetto, Caterina d'Alessandria, Maddalena, Francesco, 1332-1335[2], tempera e oro su tavola, provenienza ignota, Museo dell'Opera del Duomo, Siena
- Maestà, circa 1335[2], tempera e oro su tavola, dalla chiesa di San Pietro all'Orto di Massa Marittima, Museo di Arte Sacra, Massa Marittima
- Maestà, 1334-1336[4], affresco, cappella di San Galgano a Montesiepi (presso l'abbazia di San Galgano)
- Maestà, 1337-1338[4], affresco, chiesa di Sant'Agostino, Siena
- Martirio dei francescani ad Almaliq e Congedo di san Ludovico di Tolosa, circa 1336-1340[2], affreschi staccati, dalla sala capitolare della Basilica di san Francesco di Siena, transetto sinistro della basilica di san Francesco, Siena
- Allegorie del Buono e Cattivo Governo e dei loro Effetti in Città e in Campagna, 1338-1339[4], affreschi, Palazzo Pubblico, Siena
- Tavoletta di biccherna can camarlingo e contribuente, 1340[4], tempera e oro su tavola, Archivio di Stato, Siena
- Polittico di santa Petronilla, circa 1340[2], tempera e oro su tavola, dalla chiesa distrutta dell'ex-convento di Santa Petronilla, Pinacoteca Nazionale, Siena
- Madonna col Bambino, circa 1340[2], tempera e oro su tavola, dalla chiesa di san Lorenzo alle Serre di Rapolano, Pinacoteca Nazionale, Siena
- Madonna col Bambino, circa 1340[4], affresco staccato, dalla Loggia del Palazzo Pubblico di Siena, Palazzo Pubblico, Siena
- Polittico di Roccalbegna, circa 1340[2], tempera e oro su tavola, pieve dei Santi Pietro e Paolo di Roccalbegna.
- Madonna col Bambino, circa 1340[2], tempera e oro su tavola, dal monastero di Sant'Eugenio presso Siena, Museum of Fine Arts, Boston.
- Piccola Maestà, circa 1340[2], tempera e oro su tavola, dallo Spedale di Santa Maria della Scala, Pinacoteca Nazionale, Siena
  - Due piccoli pannelli laterali descriventi l'Elemosina di san Nicola a tre prostitute e il Dono del mantello di san Martino al povero sono, rispettivamente, al Museo del Louvre e alla Yale University Art Museum
- Madonna col Bambino, 1340-1345[2], tempera e oro su tavola, chiesa di San Pietro alle Scale, Siena
- Presentazione di Gesù al Tempio, 1342[4], dall'altare di san Crescenzio del Duomo di Siena, Galleria degli Uffizi, Firenze
- Tavoletta di biccherna can il Buon Governo, 1344[4], tempera e oro su tavola, Archivio di Stato, Siena
- Annunciazione, 1344[4], tempera e oro su tavola, dalla sala del Concistoro del Palazzo Pubblico di Siena, Pinacoteca Nazionale, Siena
- Allegoria della Redenzione, 1340-1347[2], tempera e oro su tavola, dall'ospedaletto senese di Monna Agnese, Pinacoteca Nazionale, Siena
- Madonna col Bambino (Madonna Blumenthal), data imprecisata[3], tempera e oro su tavola, provenienza ignota, Metropolitan Museum of Art, New York.
- Madonna del Latte, data imprecisata[3], tempera e oro su tavola, dall'eremo agostiniano di Lecceto, Museo diocesano, Siena
- Crocifisso di Montenero d'Orcia, data imprecisata, 1320-1335[3], tempera e oro su tavola, chiesa di santa Lucia a Montenero d'Orcia presso Castel del Piano.
- Crocifissione, data imprecisata[3], tempera e oro su tavola, provenienza ignota, Collezione Salini (privata), Siena
- Santa Caterina d'Alessandria, San Giovanni Evangelista, Sant'Agostino e devoto, data imprecisata[3], affresco staccato, dagli ambienti del Palazzo Pubblico di Siena, Palazzo Pubblico, Siena